# Obraz drukowy
Obraz drukowy – obraz taki sam pod względem kształtu, jak ten, który pojawi się później na odbitce uzyskanej w danej technice drukowania, czyli obraz miejsca zetknięcia się środka drukującego (farba drukowa, toner, tusz, atrament) z podłożem drukowym (papier, tektura, folia).
Obraz drukowy różni się od obrazu gotowego produktu jedynie tym, że nie uwzględnia powiększania się i deformacji szczegółów obrazu wynikających z wsiąkliwości środka drukującego w podłoże, rozmazywania się tego środka, smużenia, łączenia kropel, zalewania na rogach i tym podobnych zjawisk.
Pojęcie obrazu drukowego jest wykorzystywane przy omawianiu techniki druku w poszczególnych rodzajach urządzeń drukujących – w szczególności istotne jest, gdzie obraz ten pojawia się po raz pierwszy.

## Co stanowi obraz drukowy?
- druk jednokolorowy i jednotonalny – kształt reprodukowanego obrazu
- druk jednokolorowy i wielotonalny – najczęściej raster, czyli zbiór linii lub punktów, których wielkość lub gęstość symuluje odpowiednie odcienie danego koloru
- druk wielokolorowy i wielotonalny – zbiór wszystkich rastrów.

## Obraz drukowy w różnych technikach druku
- maszyna do pisania, drukarka rozetkowa, drukarka wierszowa – obraz drukowy powstaje dopiero na podłożu drukowym, w momencie gdy czcionka uderza w podłoże poprzez taśmę barwiącą
- drukarka igłowa – obraz drukowy powstaje dopiero na podłożu drukowym, w momencie gdy igły uderzają w podłoże poprzez taśmę barwiącą
- drukarka atramentowa – obraz drukowy powstaje dopiero na podłożu drukowym, w momencie gdy wytryskiwane krople atramentu padają na podłoże
- drukarka termotransferowa – obraz drukowy powstaje dopiero na podłożu drukowym, w momencie przenoszenia barwnego wosku z taśmy barwiącej
- drukarka termosublimacyjna – obraz drukowy powstaje dopiero na podłożu drukowym, w momencie osadzania się środka barwiącego na podłożu
- drukarka laserowa, kserokopiarka – obraz drukowy powstaje jako obraz utajony, w momencie naelektryzowania odpowiednich miejsc na bębnie
- druk wklęsły, płaski i wypukły – obraz drukowy powstaje, w zależności od zastosowanej technologii, na różnych etapach przygotowywania formy drukowej:
  - technologia CtF – obraz drukowy powstaje w momencie naświetlania formy kopiowej, czyli kliszy
  - technologia CtP – obraz drukowy powstaje w momencie naświetlania formy drukowej, którą jest w tym przypadku tzw. blacha
  - technologia CtPress – obraz drukowy powstaje w momencie naświetlania formy drukowej, którą jest bęben umieszczony już w maszynie drukowej.